# Ukrainski (Dinskaya, Krasnodar)
Ukrainski (del ruso: Украинский) es un posiólok del raión de Dinskaya del krai de Krasnodar del sur de Rusia. Está situado en las llanuras de Kubán-Priazov, en la orilla izquierda del río Kochety Vtóraya, tributario del Kochety, afluente del Kirpili, 10 km al noroeste de Dinskaya y 36 km al nordeste de Krasnodar, la capital del krai. Tenía 1 706 habitantes en 2010.
Pertenece al municipio Dinskoye.